# حزب کمونیست مائوئیست (ترکیه)
حزب کمونیست مائوئیست یا م.ک.پ (به ترکی: Maoist Komünist Partisi, MKP) یک سازمان سیاسی چپ‌گرای مائوئیست است که در ترکیه فعالیت سیاسی و مسلحانه انجام می‌دهد. این حزب سازمان اصلی مائوئیست در ترکیه است و خود را میراث‌دار ابراهیم کایپاک‌کایا می‌داند. حزب کمونیست مائوئیست دو شاخهٔ مسلح دارد؛ یکی نیروهای پارتیزان خلق (به ترکی: Partizan Halk Güçleri, PHG) و دیگری ارتش آزادیبخش خلق (به ترکی: Halk Kurtuluş Ordusu, HKO). حزب کمونیست مائوئیست در گذشته عضو جنبش انقلابی انترناسیونالیستی بود، اما هم‌اکنون در گردهمایی احزاب کمونیست و کارگری بالکان عضویت دارد. حزب کمونیست مائوئیست همچنین عضوی از جنبش انقلاب متحدانه خلق‌ها محسوب می‌شود.

## تاریخ
حزب کمونیست مائوئیست در سال ۱۹۸۷ با عنوان کمیتهٔ محلی آناتولی شرقی - ت.ک.پ/م.ل (به ترکی: Doğu Anadolu Bölge Komitesi, DABK) تأسیس شد و از ت.ک.پ/م.ل که آن را در حال زوال می‌دانست جدا شد. در سال ۱۹۹۳ بار دیگر دو سازمان به یکدیگر پیوستند، اما این وحدت موفقیت‌آمیز نبود و در مدت کوتاهی به جدایی جدیدی در سال ۱۹۹۴ انجامید که طی آن حزب کمونیست ترکیه (مارکسیست-لنینیست)، ت.ک.پ (م-ل) تأسیس شد [که آن را نباید با حزب کمونیست ترکیه/مارکسیست-لنینیست، ت.ک.پ/م.ل اشتباه گرفت]. 
پس از بالاگرفتن مرزبندی میان ت.ک.پ/م.ل با جنبش انقلابی انترناسیونالیستی، در نهایت کمیتهٔ جنبش انقلابی انترناسیونالیستی (CoRIM) عضویت ت.ک.پ/م.ل را که به لحاظ ایدئولوژیک بدون تغییر مانده‌بود لغو کرد.در سال ۲۰۰۳ حزب کمونیست ترکیه (مارکسیست-لنینیست)، ت.ک.پ (م-ل) به صورت حزب کمونیست مائوئیست (م.ک.پ) شکل گرفت. حزب کمونیست مائوئیست به عضویت جنبش انقلابی انترناسیونالیستی درآمد و در سول سال‌ها تأثیری به دست آورد که آن را به سازمان مائوئیستی اصلی در ترکیه تبدیل کرد. حزب کمونیست مائوئیست مبارزهٔ خود را «جنگ سوسیالیستی خلق» در ترکیه از طریق شاخهٔ نظامی‌اش می‌داند که ارتش آزادیبخش خلق نامیده می‌شود. در سال ۲۰۱۳ کنگرهٔ سوم حزب دومین شاخهٔ مسلح حزب را تحت نام نیروهای پارتیزان خلق تأسیس کرد.

## سازماندهی
حزب کمونیست مائوئیست ترکیه دارای دو شاخهٔ مسلح است: ارتش آزادیبخش خلق (به ترکی: Halk Kurtuluş Ordusu, HKO) که در مناطق روستایی فعالیت می‌کند و نیروهای پارتیزان خلق (به ترکی: Partizan Halk Güçleri, PHG) که در شهرها به فعالیت می‌پردازد.
سازمان جوانان حزب کمونیست مائوئیت، اتحادیهٔ جوانان مائوئیست (به ترکی: Maoist Gençlik Birliği) نام دارد.
سازمان زنان حزب کمونیست مائوئیست، اتحادیهٔ زنان مائوئیست (به ترکی: Maoist Kadınlar Birliği) نام دارد.
حزب کمونیست مائوئیست دو نشریه به نام‌های دموکراسی انقلابی (به ترکی: Devrimci Demokrasi) و تئوری طبقاتی (به ترکی: Sınıf Teorisi) منتشر می‌کند.
همچنین فدراسیون حقوق دموکراتیک (به ترکی: Demokratik Haklar Federasyonu, DHF) یک سازمان مستقل توده‌ای است که با حزب کمونیست مائوئیست در ارتباط است.

## فعالیت‌ها
در ماه مارس ۲۰۰۹ تامر بیلیجی پزشکی که در خلال اعتصاب غذای سال ۲۰۰۰ در زندان تیپ اف کاندرا کار می‌کرد توسط حزب کمونیست مائوئیست-ارتش آزادیبش خلق به عنوان دشمن همگانی که باعث مرگ و معلولیت دائمی زندنیان شده مجازات شد. ارتش آزادیبخش خلق همچنین در سال ۲۰۰۹ مسئولیت مرگ یک سرهنگ بازنشسته به نام آیتکین ایچمز را بر عهده گرفت. در ژوئن ۲۰۱۵ نیروهای پارتیزان خلق یک سرهنگ سابق به نام فهمی آلتینبیلک را ترور کردند.

## قرار گرفتن در فهرست گروه‌های تروریستی
بنا بر دپارتمان ضدتروریسم و عملیات‌های ادارهٔ عمومی امنیت (پلیس ترکیه) حزب کمونیست مائوئیستی در سال ۲۰۰۷ در فهرست ۱۲ گروه تروریستی فعال در ترکیه قرار داده‌شده‌است.

## وضعیت نیروهای انسانی
یک مطالعه که توسط دپارتمان ضدتروریسم و عملیات‌های ادارهٔ عمومی امنیت بر روی نمونه‌ای از پرونده‌های مربوط به افراد محکوم‌شده با عنوان تروریست تت قوانین ترکیه که ۸۲۶ نفر نیروی شبه‌نظامی را از حزب کمونیست مائوئیست و سه سازمان چپ‌گرای فعال دیگر را در بر می‌گرفت نشان می‌دهد که ۶۵ درصد از اعضا سنی مابین ۱۴ تا ۲۵ سال، ۱۶/۸ درصد سنی مابین ۲۵ تا ۳۰ سال و ۱۷/۵ درصد بیش از ۳۰ سال سن دارند. دانش‌آموختگان دانشگاه‌ها ۲۰/۴ درصد از اعضا، دانش‌آموختگان دبیرستان‌ها ۳۳/۵ درصد، افراد دارای تحصیلات مدارس سیکل دوم ۱۴ درصد، افراد دارای تحصیلات ابتدایی ۲۹/۹ درصد و افراد بی‌سواد ۱/۹ درصد از اعضا را شامل می‌شده‌اند (در حالی که از اعضای باسواد فارغ‌التحصیل‌نشده نمونه‌برداری نشده‌است).